# Thecla Bodewes
Thecla Bodewes (Zwolle, 28 september 1967) is telg uit een Groningse scheepsbouwfamilie. Een tak van het twee eeuwen oude scheepbouwsimperium van de familie Bodewes. Thecla is de zevende generatie van de familie, die in Hoogezand begon met de bouw van zeilschepen en later allerlei soorten koopvaardijschepen. 
In 2011 werd ze uitgeroepen tot zakenvrouw van het jaar ‘Prix Veuve Clicquot’.

## Opvoeding en opleiding
Ze woonde met ouders en zussen tegenover de familiewerf, waar binnenschepen werden gebouwd en onderhouden. Haar ouders kregen vier dochters in vier jaar. In haar jongste jaren waren hockey en varen haar passies. Vanaf haar elfde ging ze samen met haar zus van dertien alleen het water op. Ze vertelt zelf dat ze als jonge meisjes dan in hun tjalk van 15 meter van Hasselt naar Blokzijl voeren. Haar vader belde vooraf naar de sluiswachter en de havenmeester dat zij eraan kwamen.
Na de middelbare school wilde ze naar de HTS in Haarlem, Scheepsbouw studeren. Dat had haar vader ook gedaan. Die gunde haar een vrijer leven, met meer tijd voor leuke dingen. Op haar achttiende werd ze au pair bij een Nederlandse familie met een stoeterij in Normandië, waar ze vloeiend Frans leerde, maar ook omgaan met een andere cultuur. Ze had zich daar alsnog voor de HTS ingeschreven. De andere twee meisjes in haar klas vertrokken al snel, waardoor ze als enige tussen de jongens overbleef.

## Carrière
Na de HTS werkte ze zes jaar bij het Franse internationaal ingenieursbureau Bureau Veritas in Parijs.
In 1997 werd ze door haar vader gevraagd een jaar naar het familiebedrijf Gebr. G. & H. Bodewes te komen, een scheepswerf in Hasselt voor de bouw en reparatie van binnenvaartschepen. De bedoeling was na te denken over de toekomst ervan. Binnen een paar maanden werd hij echter ziek - longemfyseem - en overleed hij aan een ziekenhuisbacterie. Om de continuïteit voor de klanten te garanderen en iedereen aan het werk te houden, nam de toen 29-jarige Thecla Bodewes zijn rol over. Zij nam haar eigen ideeën mee. Haar vader was zachtaardig, zij bleek zakelijker.
Na zijn dood begon ze met het moderniseren van de 'kleinste scheepswerf van Nederland'. Haar vader had zich tot die tijd vooral gericht op de reparatie van binnenvaartschepen en baggermaterieel. Sindsdien heeft ze flink uitgebreid om andersoortige en grotere schepen te kunnen bouwen en daarmee de toekomst van de werf veilig te kunnen stellen. Ze wilde meer specialisme inbouwen en innovatief bezig zijn. Zeegaande schepen bouwen, drijvende drones maken of boten die op waterstof, emissievrij, kunnen varen.
In 1998 werd ze directeur-grootaandeelhouder van Scheepswerven Bodewes, Hasselt, met vier scheepswerven:
- TB Shiprepair Meppel sinds 2003
- TB Shipyards Harlingen sinds 2013 (voormalige Volharding-werf)
- TB Shipyards Kampen sinds 2015
- Barkmeijer Shipyards in Stroobos

Werven waar grotere schepen kunnen worden gebouwd van net geen twintig meter breed en maximaal 135 meter lang. Onder andere eenvoudige duwboten, zeeslepers, passagiersschepen en ingewikkelde baggerschepen zoals bij Barkmeijer. Eigenlijk alle soorten schepen voor nichemarkten.
Dat haar voornaam bij de familienaam voor de werven wordt gebruikt heeft er mee te maken dat haar neef Herman, eigenaar van Royal Bodewes in Hoogezand, vond dat het verwarrend kon zijn wanneer beide werven de naam Bodewes droegen. Hij bracht het voor de rechter in Assen en die oordeelde dat de naam Bodewes mocht worden gebruikt, maar alleen in combinatie met haar voornaam Thecla.

## Opgelicht
Niet alles ging goed. In 2013 wilde ze scheepswerf De Volharding in Harlingen aankopen. Omdat de banken weigerden de benodigde 5,8 miljoen euro te lenen, ging ze met private investeringsbedrijfje 'Pro Investment Group' (PIG) in zee en maakte vier ton aan hen over. Eenmaal bij de notaris bleek dat ze waren opgelicht. Het ‘zakentrio’ was er met de aanbetaling vandoor. Ze deed aangifte, vooral ook om te voorkomen dat er nog meer slachtoffers in de oplichtingstruc zouden vallen. Mede dankzij het onderzoek dat de politie deed, zijn de oplichters uiteindelijk opgepakt. De werf in Harlingen is via een andere weg alsnog overgenomen.

## Nevenfuncties
- Voorzitter adviesraad internationaal ondernemen van de Metaalunie, de Dutch Trade & Investment Board (DTIB). De DTIB is het belangrijkste publiek-private samenwerkingsverband van het kabinet op het gebied van internationaal ondernemen in de brede zin van het woord (export, import, investeringen)[5]
- Erelid bij het Scheepsbouwkundig Gezelschap "William Froude"[6]
- Raad van toezicht van de Koninklijke Nederlandse Redding Maatschappij
- Raad van toezicht van de Afrikaanse gezondheidsorganisatie Amref Flying Doctors
- Columnist FD
- Boegbeeld van de Topsector Water & Maritiem[7][8]
- Zakenvrouw van het jaar in 2011
- Havenondernemer van het Jaar 2019 Port of Zwolle[9]

### Privé
Bodewes is getrouwd en heeft drie kinderen.